# Ephemerum ligulatum
Ephemerum ligulatum är en bladmossart som beskrevs av C. Müller och Georg Roth 1914. Ephemerum ligulatum ingår i släktet dagmossor, och familjen Ephemeraceae. Inga underarter finns listade i Catalogue of Life.